# 尸冷
尸冷（拉丁語：algor mortis）是恒温动物死亡后，新陈代谢和产热停止，尸体热向周围环境放散，直到与环境温度相同的过程；其进展取决于环境的温度、尸体衣装情况、尸体内热量和死亡原因等。尸冷的温度下限是环境温度，但后来腐烂过程开始后，尸体温度可能又会上升。尸冷为第三死亡期。
屍體各部位的冷卻速度並不是同步的。屍體的尖端邊緣部位都比軀幹部位冷卻得快，屍體的表面又都比内臟冷卻得快。在一般情況下，耳殼、指(趾)端、鼻尖最先冷卻，然後是四肢、軀幹，最後是腋窩。
成年人类死亡后的首10小时内，肛门温度每小时下降～0.5-1.5℃。具体速度因环境温度、死者体质、衣着、死亡原因等变化。在法医学上可以用来推测死亡时间。